# Svante Cornell
Erik Svante Inne Cornell, född 22 juni 1975, är en svensk historiker.
Svante Cornell är son till diplomaten Erik Cornell. Han studerade internationella relationer på Mellersta Österns tekniska universitet i Ankara i Turkiet. Han disputerade i konfliktforskning på Uppsala universitet 2002 med avhandlingen Autonomy and conflict: ethnoterritoriality and separatism in the south Caucasus - cases in Georgia.
Svante Cornell grundade tillsammans med Niklas Swanström (född 1970) Institute for Security and Development Policy i Nacka.